# Görög katonai tisztségek
Az ókori Görögország militarista jellegű államaiban a katonai tisztviselők rendkívül nagy megbecsülésben részesültek, sokszor nagyobban, mint az állam fölöttük álló vezetői.

## Athén
Athénban a hadsereg főparancsnoka az arkhónok közé tartozó polemarkhosz volt a marathóni csata idejéig, ahol utoljára látta el ezt a funkciót. Szerepét ekkortól átvette a 10 sztratégosz, akik közé i. e. 501-től mind a 10 phülé küldhetett egyet. Különleges helyzetben, mint Athén szicíliai expedíciója esetén, rendkívüli hatalommal felruházott sztratégosz autokratórt választhattak. Egy-egy phülé katonai kontingensének a parancsnoka egy-egy taxiarkhosz volt, mind a szárazföldi csapatoknál, mind a haditengerészetnél. A kisebb csapattesteket (lokhoszok) a taxiarkhoszok által kinevezett lokhagoszok vezették. 5-5 phylé lovasságának parancsnoka volt 1-1 hipparkhosz.

## Spárta
Spártában a hadsereg vezetője a két király volt, ez volt a legfontosabb feladatuk. A peloponnészoszi háború idején az Athén elleni küzdelemben nagyon fontos szerephez jutott a flotta főparancsnoka, a nauarkhosz.
A csatatéren a legkisebb egységek a sztikhoszok ("szakasz"), amelyek minden szükséges hadfelszereléssel el voltak látva a haladáshoz. A sztikhoszok nagyobb egységekben, menetoszlopokban (enómotia) meneteltek az enómotarkhosz ("kikiáltó") parancsnoksága alatt. Ha az ellenség feltűnt, akkor az enómotarkhosz hangos parancsait követték a felfejlődés során, aki megadta azt is, hány sor mélységben kell felállni. Csata közben ő adta meg a mozgási, előrenyomulási, visszahúzódási parancsokat is. 